# Mira Mendelssohn
Mira Mendelssohn, née le 8 janvier 1915 à Kiev, morte le 8 juin 1968, est une écrivaine russe. Elle fut la collaboratrice et la seconde épouse du compositeur russe Sergueï Prokofiev.

## Biographie
Maria-Cecilia Abramovna Mendelssohn, née à Kiev, en Ukraine, fille unique d'un professeur juif, étudie à l'Institut Gorki de Moscou. Elle rencontre le compositeur, chef d'orchestre et pianiste russe Sergueï Prokofiev durant l'été 1939. Il a le double de son âge, 48 ans, et il est marié à la chanteuse d'origine espagnole Lina Prokofiev, mais leur mariage chancelle. L'amour naissant entre Mira et Sergueï transparaît dans la version qu’il fait d'un de ses poèmes dans le Cycle de sept morceaux (1939).
En 1941, Prokofiev se sépare de Lina et de leurs deux fils (Sviatoslav et Oleg) et vit ouvertement avec Mira pendant et après la seconde guerre mondiale. Mira est alors sa secrétaire, sa librettiste, et sa conseillère littéraire. Elle est co-auteur des livrets de ses opéras, Fiançailles au couvent de 1940, Guerre et Paix de 1942, L'histoire d'un homme véritable de 1947, et du ballet La Pierre Fleur de 1954. Prokofiev lui dédie sa sonate pour piano no 8, en 1944.
Ils se marient le 13 janvier 1948, - un acte qui a depuis troublé et divisé les chercheurs et les admirateurs de Prokofiev. Il semble que Lina ait refusé de consentir au divorce, et qu'il se soit prévalu d'une loi soviétique de 1944, spécifiant que les mariages devaient être enregistrés auprès du Bureau du recensement pour être considérés comme valides. Ce défaut d’enregistrement a annulé automatiquement l’union de Lina et Prokofiev (en URSS du moins), devenu légalement libre de se remarier avec Mira.
Un fait est indéniable : cinq semaines après le mariage, l'ex-Mme Prokofiev, d’origine étrangère, est arrêtée sur de fausses accusations d'espionnage et condamnée à vingt ans de camp de travail dont elle ne sera libérée qu'en 1956. Des Russes émigrés à l'Ouest ont avancé que Mira a été un agent de la police secrète de Staline, destinée à «infiltrer» les personnalités indépendantes d'esprit comme Prokofiev, et à les maintenir dans la ligne officielle, et que les autorités les ont poussés à se marier afin de pouvoir emprisonner les personnes nées à l’étranger (et donc suspectes). Les amis de Mira ont rejeté cette théorie, affirmant qu'elle n'a même jamais adhéré au Parti communiste et a toujours été dévouée à son mari. De son côté, Prokofiev, choqué par le sort de Lina, a fait ce qu'il a pu pour obtenir sa liberté.
La dernière année de vie commune du couple, alors que Prokofiev est malade, dans le dénuement et que sa musique est interdite par le stalinisme, ne montre aucun signe de faveur officielle à leur égard. Après la mort de Prokofiev en 1953, le 5 mars, le même jour que Staline ! Mira catalogue ses manuscrits et signe plusieurs articles sur lui, mais la censure soviétique à l'époque l'empêche de parler de leur vie commune. Elle meurt, en 1968, à 53 ans, bien avant la glasnost et la chute de l'Union soviétique.